# Labu
Labu é uma mukim da daerah de Temburong e faz fronteira ao norte com Sarawak (Malásia) para o leste do Mukim de Batu Apoi. A sua capital de Labu é a cidade de mesmo nome.